# Carlos Viver Arza
Carlos Viver Arza   (Granollers, 24 d'abril de 1973) és un ex-jugador i entrenador d'handbol català.
Té una llarga trajectòria a la Lliga Asobal, debutant amb el club de la seva vida, el BM Granollers, equip on ha jugat tota la seva trajectòria professional a excepció de la temporada 1999-00 que va jugar al SD Teucro de Pontevedra. Com a jugador destacava per la seva visió de joc, intel·ligència i velocitat en el contraatac. Va anotar un total de 1.150 gols a la Lliga Asobal. Guanyà dues Copes EHF (1995, 1996) i una Copa Asobal (1994).
L'any 2008, a l'edat de 35 anys, va finalitzar la seva trajectòria com a jugador d'handbol. Lluny de desvincular-se del BM Granollers va ser l'entrenador de l'equip femení del club, aconseguint la temporada 2013-2014 l'ascens a la Divisió d'Honor femenina i la Copa Catalunya. Del 2014 al 2017 fou l'entrenador de l'equip masculí del Fraikin BM Granollers.
El 2017 va triat com seleccionador espanyol absolut femení. L'any següent dirigí l'equip que guanyà la medalla d'or als Jocs Mediterranis de Tarragona i el 2019 el que es va penjar la medalla d'argent al Campionat del món. El 2020 va compaginar la seva feina com seleccionador amb entrenador del Rapid de Bucarest.